# Lista di asteroidi (162001-163000)
Di seguito una lista di asteroidi dal numero 162001 al 163000 con data di scoperta e scopritore.

## 162001-162100
| Nome                 | Designazione provvisoria | Data di scoperta  | Scopritore                           |
| -------------------- | ------------------------ | ----------------- | ------------------------------------ |
| 162001 Vulpius       | 1990 TH9                 | 10 ottobre 1990   | Börngen, F., Schmadel, L. D.         |
| 162002 Spalatin      | 1990 TC10                | 10 ottobre 1990   | Börngen, F., Schmadel, L. D.         |
| 162003 -             | 1991 TG                  | 1 ottobre 1991    | McNaught, R. H.                      |
| 162004 -             | 1991 VE                  | 3 novembre 1991   | Helin, E. F., Lawrence, K. J.        |
| 162005 -             | 1992 SV9                 | 27 settembre 1992 | Spacewatch                           |
| 162006 -             | 1993 FU16                | 19 marzo 1993     | UESAC                                |
| 162007 -             | 1993 FC32                | 19 marzo 1993     | UESAC                                |
| 162008 -             | 1993 TW3                 | 8 ottobre 1993    | Spacewatch                           |
| 162009 -             | 1993 TE19                | 9 ottobre 1993    | Elst, E. W.                          |
| 162010 -             | 1993 UN6                 | 20 ottobre 1993   | Elst, E. W.                          |
| 162011 Konnohmaru    | 1994 AB1                 | 4 gennaio 1994    | Kushida, Y., Muramatsu, O.           |
| 162012 -             | 1994 PY16                | 10 agosto 1994    | Elst, E. W.                          |
| 162013 -             | 1994 PC17                | 10 agosto 1994    | Elst, E. W.                          |
| 162014 -             | 1994 RF11                | 11 settembre 1994 | McNaught, R. H.                      |
| 162015 -             | 1994 TF2                 | 5 ottobre 1994    | McNaught, R. H.                      |
| 162016 -             | 1994 TC12                | 10 ottobre 1994   | Spacewatch                           |
| 162017 -             | 1994 UB11                | 30 ottobre 1994   | Spacewatch                           |
| 162018 -             | 1995 BD8                 | 29 gennaio 1995   | Spacewatch                           |
| 162019 -             | 1995 DZ4                 | 21 febbraio 1995  | Spacewatch                           |
| 162020 -             | 1995 DK7                 | 24 febbraio 1995  | Spacewatch                           |
| 162021 -             | 1995 FV11                | 27 marzo 1995     | Spacewatch                           |
| 162022 -             | 1995 FJ14                | 27 marzo 1995     | Spacewatch                           |
| 162023 -             | 1995 GP8                 | 8 aprile 1995     | Balonek, T. J.                       |
| 162024 -             | 1995 SK16                | 18 settembre 1995 | Spacewatch                           |
| 162025 -             | 1995 SM25                | 19 settembre 1995 | Spacewatch                           |
| 162026 -             | 1995 SJ58                | 22 settembre 1995 | Spacewatch                           |
| 162027 -             | 1995 UN10                | 17 ottobre 1995   | Spacewatch                           |
| 162028 -             | 1995 UU55                | 23 ottobre 1995   | Spacewatch                           |
| 162029 -             | 1995 UP77                | 22 ottobre 1995   | Spacewatch                           |
| 162030 -             | 1995 VK12                | 15 novembre 1995  | Spacewatch                           |
| 162031 -             | 1995 VE14                | 15 novembre 1995  | Spacewatch                           |
| 162032 -             | 1995 WJ8                 | 20 novembre 1995  | AMOS                                 |
| 162033 -             | 1995 WR37                | 22 novembre 1995  | Spacewatch                           |
| 162034 -             | 1995 XT1                 | 15 dicembre 1995  | Urata, T.                            |
| 162035 Jirotakahashi | 1995 YW1                 | 17 dicembre 1995  | Nakamura, A.                         |
| 162036 -             | 1996 AZ16                | 13 gennaio 1996   | Spacewatch                           |
| 162037 -             | 1996 BW3                 | 26 gennaio 1996   | Garradd, G. J.                       |
| 162038 -             | 1996 DH                  | 18 febbraio 1996  | Spacewatch                           |
| 162039 -             | 1996 JG                  | 8 maggio 1996     | McNaught, R. H.                      |
| 162040 -             | 1996 KF4                 | 22 maggio 1996    | Elst, E. W.                          |
| 162041 -             | 1996 NL4                 | 14 luglio 1996    | Elst, E. W.                          |
| 162042 -             | 1996 OR                  | 22 luglio 1996    | Comba, P. G.                         |
| 162043 -             | 1996 PP7                 | 8 agosto 1996     | Elst, E. W.                          |
| 162044 -             | 1996 RP3                 | 13 settembre 1996 | NEAT                                 |
| 162045 -             | 1996 RM16                | 13 settembre 1996 | Spacewatch                           |
| 162046 -             | 1996 RQ31                | 13 settembre 1996 | Uppsala-DLR Trojan Survey            |
| 162047 -             | 1996 RJ32                | 14 settembre 1996 | Uppsala-DLR Trojan Survey            |
| 162048 -             | 1996 RO32                | 14 settembre 1996 | Uppsala-DLR Trojan Survey            |
| 162049 -             | 1996 SZ7                 | 21 settembre 1996 | Beijing Schmidt CCD Asteroid Program |
| 162050 -             | 1996 SD8                 | 21 settembre 1996 | Beijing Schmidt CCD Asteroid Program |
| 162051 -             | 1996 TE1                 | 5 ottobre 1996    | Comba, P. G.                         |
| 162052 -             | 1996 TB10                | 15 ottobre 1996   | di Cicco, D.                         |
| 162053 -             | 1996 TL27                | 7 ottobre 1996    | Spacewatch                           |
| 162054 -             | 1996 TF42                | 8 ottobre 1996    | Elst, E. W.                          |
| 162055 -             | 1996 VA3                 | 10 novembre 1996  | Needville                            |
| 162056 -             | 1996 XM4                 | 6 dicembre 1996   | Spacewatch                           |
| 162057 -             | 1996 XN28                | 12 dicembre 1996  | Spacewatch                           |
| 162058 -             | 1997 AE12                | 10 gennaio 1997   | Spacewatch                           |
| 162059 Mészáros      | 1997 AM17                | 13 gennaio 1997   | Klet                                 |
| 162060 -             | 1997 CF2                 | 2 febbraio 1997   | Spacewatch                           |
| 162061 -             | 1997 CH22                | 13 febbraio 1997  | Comba, P. G.                         |
| 162062 -             | 1997 EQ16                | 5 marzo 1997      | Spacewatch                           |
| 162063 -             | 1997 EH29                | 7 marzo 1997      | Spacewatch                           |
| 162064 -             | 1997 GT4                 | 7 aprile 1997     | Spacewatch                           |
| 162065 -             | 1997 KB3                 | 30 maggio 1997    | Spacewatch                           |
| 162066 -             | 1997 MU8                 | 29 giugno 1997    | Spacewatch                           |
| 162067 -             | 1997 NH2                 | 3 luglio 1997     | Spacewatch                           |
| 162068 -             | 1997 SD29                | 29 settembre 1997 | Spacewatch                           |
| 162069 -             | 1997 TC3                 | 3 ottobre 1997    | ODAS                                 |
| 162070 -             | 1997 TQ5                 | 2 ottobre 1997    | ODAS                                 |
| 162071 -             | 1997 TL15                | 4 ottobre 1997    | Spacewatch                           |
| 162072 -             | 1997 TT17                | 6 ottobre 1997    | Endate, K., Watanabe, K.             |
| 162073 -             | 1997 UK18                | 28 ottobre 1997   | Spacewatch                           |
| 162074 -             | 1997 VX2                 | 5 novembre 1997   | Pravec, P.                           |
| 162075 -             | 1997 WG5                 | 23 novembre 1997  | Spacewatch                           |
| 162076 -             | 1997 WV8                 | 20 novembre 1997  | Spacewatch                           |
| 162077 -             | 1997 WG11                | 22 novembre 1997  | Spacewatch                           |
| 162078 -             | 1997 WS24                | 28 novembre 1997  | Spacewatch                           |
| 162079 -             | 1997 WE35                | 29 novembre 1997  | LINEAR                               |
| 162080 -             | 1998 DG16                | 27 febbraio 1998  | NEAT                                 |
| 162081 -             | 1998 FL123               | 20 marzo 1998     | LINEAR                               |
| 162082 -             | 1998 HL1                 | 18 aprile 1998    | LINEAR                               |
| 162083 -             | 1998 HM25                | 18 aprile 1998    | Spacewatch                           |
| 162084 -             | 1998 HB101               | 21 aprile 1998    | LINEAR                               |
| 162085 -             | 1998 HR127               | 18 aprile 1998    | LINEAR                               |
| 162086 -             | 1998 KT42                | 27 maggio 1998    | Spacewatch                           |
| 162087 -             | 1998 KY63                | 22 maggio 1998    | LINEAR                               |
| 162088 -             | 1998 OV1                 | 24 luglio 1998    | Needville                            |
| 162089 -             | 1998 OL13                | 26 luglio 1998    | Elst, E. W.                          |
| 162090 -             | 1998 PP                  | 15 agosto 1998    | Comba, P. G.                         |
| 162091 -             | 1998 QQ3                 | 17 agosto 1998    | LINEAR                               |
| 162092 -             | 1998 QA4                 | 17 agosto 1998    | Broughton, J.                        |
| 162093 -             | 1998 QV10                | 17 agosto 1998    | LINEAR                               |
| 162094 -             | 1998 QS24                | 17 agosto 1998    | LINEAR                               |
| 162095 -             | 1998 QC29                | 25 agosto 1998    | Šarounová, L.                        |
| 162096 -             | 1998 QD30                | 26 agosto 1998    | Beijing Schmidt CCD Asteroid Program |
| 162097 -             | 1998 QF30                | 26 agosto 1998    | Beijing Schmidt CCD Asteroid Program |
| 162098 -             | 1998 QQ34                | 17 agosto 1998    | LINEAR                               |
| 162099 -             | 1998 QV41                | 17 agosto 1998    | LINEAR                               |
| 162100 -             | 1998 QD67                | 24 agosto 1998    | LINEAR                               |

## 162101-162200
| Nome               | Designazione provvisoria | Data di scoperta  | Scopritore                           |
| ------------------ | ------------------------ | ----------------- | ------------------------------------ |
| 162101 -           | 1998 QR85                | 24 agosto 1998    | LINEAR                               |
| 162102 -           | 1998 QV95                | 19 agosto 1998    | LINEAR                               |
| 162103 -           | 1998 RS1                 | 14 settembre 1998 | CSS                                  |
| 162104 -           | 1998 RM7                 | 12 settembre 1998 | Spacewatch                           |
| 162105 -           | 1998 RZ22                | 14 settembre 1998 | LINEAR                               |
| 162106 -           | 1998 RE23                | 14 settembre 1998 | LINEAR                               |
| 162107 -           | 1998 RQ26                | 14 settembre 1998 | LINEAR                               |
| 162108 -           | 1998 RH36                | 14 settembre 1998 | LINEAR                               |
| 162109 -           | 1998 RE39                | 14 settembre 1998 | LINEAR                               |
| 162110 -           | 1998 RQ63                | 14 settembre 1998 | LINEAR                               |
| 162111 -           | 1998 RT76                | 14 settembre 1998 | LINEAR                               |
| 162112 -           | 1998 RH79                | 14 settembre 1998 | LINEAR                               |
| 162113 -           | 1998 RE80                | 14 settembre 1998 | LINEAR                               |
| 162114 -           | 1998 SP9                 | 17 settembre 1998 | Beijing Schmidt CCD Asteroid Program |
| 162115 -           | 1998 SP10                | 19 settembre 1998 | Broughton, J.                        |
| 162116 -           | 1998 SA15                | 21 settembre 1998 | LINEAR                               |
| 162117 -           | 1998 SD15                | 23 settembre 1998 | LINEAR                               |
| 162118 -           | 1998 SP19                | 20 settembre 1998 | Spacewatch                           |
| 162119 -           | 1998 SV34                | 26 settembre 1998 | LINEAR                               |
| 162120 -           | 1998 SH36                | 27 settembre 1998 | LINEAR                               |
| 162121 -           | 1998 SD61                | 17 settembre 1998 | LONEOS                               |
| 162122 -           | 1998 SH63                | 26 settembre 1998 | Beijing Schmidt CCD Asteroid Program |
| 162123 -           | 1998 SW67                | 19 settembre 1998 | LINEAR                               |
| 162124 -           | 1998 SC69                | 19 settembre 1998 | LINEAR                               |
| 162125 -           | 1998 SC81                | 26 settembre 1998 | LINEAR                               |
| 162126 -           | 1998 SX83                | 26 settembre 1998 | LINEAR                               |
| 162127 -           | 1998 SO85                | 26 settembre 1998 | LINEAR                               |
| 162128 -           | 1998 SL87                | 26 settembre 1998 | LINEAR                               |
| 162129 -           | 1998 SZ91                | 26 settembre 1998 | LINEAR                               |
| 162130 -           | 1998 SP104               | 26 settembre 1998 | LINEAR                               |
| 162131 -           | 1998 SL127               | 26 settembre 1998 | LINEAR                               |
| 162132 -           | 1998 SA162               | 26 settembre 1998 | LINEAR                               |
| 162133 -           | 1998 SH163               | 26 settembre 1998 | LINEAR                               |
| 162134 -           | 1998 TJ24                | 14 ottobre 1998   | Spacewatch                           |
| 162135 -           | 1998 TE38                | 3 ottobre 1998    | LONEOS                               |
| 162136 -           | 1998 UD5                 | 22 ottobre 1998   | ODAS                                 |
| 162137 -           | 1998 UJ10                | 16 ottobre 1998   | Spacewatch                           |
| 162138 -           | 1998 UY13                | 23 ottobre 1998   | Spacewatch                           |
| 162139 -           | 1998 UL19                | 28 ottobre 1998   | LINEAR                               |
| 162140 -           | 1998 UX28                | 18 ottobre 1998   | Elst, E. W.                          |
| 162141 -           | 1998 UQ40                | 28 ottobre 1998   | LINEAR                               |
| 162142 -           | 1998 VR                  | 10 novembre 1998  | LINEAR                               |
| 162143 -           | 1998 VJ1                 | 10 novembre 1998  | LINEAR                               |
| 162144 -           | 1998 VZ32                | 11 novembre 1998  | Sato, N.                             |
| 162145 -           | 1998 WH40                | 23 novembre 1998  | Spacewatch                           |
| 162146 -           | 1998 XW34                | 14 dicembre 1998  | LINEAR                               |
| 162147 -           | 1998 XV56                | 15 dicembre 1998  | LINEAR                               |
| 162148 -           | 1998 XJ80                | 15 dicembre 1998  | LINEAR                               |
| 162149 -           | 1998 YQ11                | 23 dicembre 1998  | LINEAR                               |
| 162150 -           | 1998 YF20                | 25 dicembre 1998  | Spacewatch                           |
| 162151 -           | 1999 AS11                | 7 gennaio 1999    | Spacewatch                           |
| 162152 -           | 1999 AV13                | 8 gennaio 1999    | Spacewatch                           |
| 162153 -           | 1999 AP16                | 10 gennaio 1999   | Spacewatch                           |
| 162154 -           | 1999 AD20                | 13 gennaio 1999   | Spacewatch                           |
| 162155 -           | 1999 BV7                 | 21 gennaio 1999   | Korlević, K.                         |
| 162156 -           | 1999 BU28                | 18 gennaio 1999   | Spacewatch                           |
| 162157 -           | 1999 CV8                 | 11 febbraio 1999  | LINEAR                               |
| 162158 Merrillhess | 1999 CZ9                 | 15 febbraio 1999  | Cooney Jr., W. R., Kandler, E.       |
| 162159 -           | 1999 CV140               | 9 febbraio 1999   | Spacewatch                           |
| 162160 -           | 1999 CR141               | 10 febbraio 1999  | Spacewatch                           |
| 162161 -           | 1999 DK3                 | 18 febbraio 1999  | LINEAR                               |
| 162162 -           | 1999 DB7                 | 26 febbraio 1999  | LINEAR                               |
| 162163 -           | 1999 ER                  | 6 marzo 1999      | Spacewatch                           |
| 162164 -           | 1999 EQ6                 | 14 marzo 1999     | Spacewatch                           |
| 162165 -           | 1999 FT43                | 20 marzo 1999     | LINEAR                               |
| 162166 Mantsch     | 1999 FW82                | 20 marzo 1999     | Sloan Digital Sky Survey             |
| 162167 -           | 1999 GH6                 | 13 aprile 1999    | Korlević, K.                         |
| 162168 -           | 1999 GT6                 | 15 aprile 1999    | LINEAR                               |
| 162169 -           | 1999 GB14                | 14 aprile 1999    | Spacewatch                           |
| 162170 -           | 1999 GA45                | 12 aprile 1999    | LINEAR                               |
| 162171 -           | 1999 GC56                | 9 aprile 1999     | Spacewatch                           |
| 162172 -           | 1999 GQ58                | 7 aprile 1999     | LINEAR                               |
| 162173 Ryugu       | 1999 JU3                 | 10 maggio 1999    | LINEAR                               |
| 162174 -           | 1999 JS11                | 12 maggio 1999    | LINEAR                               |
| 162175 -           | 1999 JJ45                | 10 maggio 1999    | LINEAR                               |
| 162176 -           | 1999 JZ76                | 12 maggio 1999    | LINEAR                               |
| 162177 -           | 1999 JU102               | 13 maggio 1999    | LINEAR                               |
| 162178 -           | 1999 JT114               | 13 maggio 1999    | LINEAR                               |
| 162179 -           | 1999 JZ127               | 10 maggio 1999    | LINEAR                               |
| 162180 -           | 1999 KR5                 | 20 maggio 1999    | Bickel, W.                           |
| 162181 -           | 1999 LF6                 | 10 giugno 1999    | LINEAR                               |
| 162182 -           | 1999 LY6                 | 8 giugno 1999     | Spacewatch                           |
| 162183 -           | 1999 NB5                 | 13 luglio 1999    | LINEAR                               |
| 162184 -           | 1999 NP22                | 14 luglio 1999    | LINEAR                               |
| 162185 -           | 1999 NK27                | 14 luglio 1999    | LINEAR                               |
| 162186 -           | 1999 OP3                 | 22 luglio 1999    | LINEAR                               |
| 162187 -           | 1999 QR2                 | 31 agosto 1999    | Šarounová, L.                        |
| 162188 -           | 1999 RB2                 | 6 settembre 1999  | CSS                                  |
| 162189 -           | 1999 RQ2                 | 6 settembre 1999  | CSS                                  |
| 162190 -           | 1999 RP14                | 7 settembre 1999  | LINEAR                               |
| 162191 -           | 1999 RX16                | 7 settembre 1999  | LINEAR                               |
| 162192 -           | 1999 RY28                | 7 settembre 1999  | LINEAR                               |
| 162193 -           | 1999 RO30                | 8 settembre 1999  | LINEAR                               |
| 162194 -           | 1999 RP35                | 11 settembre 1999 | Korlević, K.                         |
| 162195 -           | 1999 RK45                | 13 settembre 1999 | LINEAR                               |
| 162196 -           | 1999 RL45                | 14 settembre 1999 | LINEAR                               |
| 162197 -           | 1999 RA50                | 7 settembre 1999  | LINEAR                               |
| 162198 -           | 1999 RM55                | 7 settembre 1999  | LINEAR                               |
| 162199 -           | 1999 RU101               | 8 settembre 1999  | LINEAR                               |
| 162200 -           | 1999 RY106               | 8 settembre 1999  | LINEAR                               |

## 162201-162300
| Nome     | Designazione provvisoria | Data di scoperta  | Scopritore    |
| -------- | ------------------------ | ----------------- | ------------- |
| 162201 - | 1999 RK117               | 9 settembre 1999  | LINEAR        |
| 162202 - | 1999 RB156               | 9 settembre 1999  | LINEAR        |
| 162203 - | 1999 RV158               | 9 settembre 1999  | LINEAR        |
| 162204 - | 1999 RJ160               | 9 settembre 1999  | LINEAR        |
| 162205 - | 1999 RH165               | 9 settembre 1999  | LINEAR        |
| 162206 - | 1999 RN165               | 9 settembre 1999  | LINEAR        |
| 162207 - | 1999 RK200               | 8 settembre 1999  | LINEAR        |
| 162208 - | 1999 RB258               | 6 settembre 1999  | LONEOS        |
| 162209 - | 1999 SD3                 | 24 settembre 1999 | LINEAR        |
| 162210 - | 1999 SM5                 | 28 settembre 1999 | LINEAR        |
| 162211 - | 1999 SE18                | 30 settembre 1999 | LINEAR        |
| 162212 - | 1999 SP25                | 30 settembre 1999 | CSS           |
| 162213 - | 1999 TL3                 | 4 ottobre 1999    | Comba, P. G.  |
| 162214 - | 1999 TC10                | 8 ottobre 1999    | CSS           |
| 162215 - | 1999 TL12                | 10 ottobre 1999   | LINEAR        |
| 162216 - | 1999 TD13                | 10 ottobre 1999   | Kobayashi, T. |
| 162217 - | 1999 TC34                | 4 ottobre 1999    | LINEAR        |
| 162218 - | 1999 TW54                | 6 ottobre 1999    | Spacewatch    |
| 162219 - | 1999 TS63                | 7 ottobre 1999    | Spacewatch    |
| 162220 - | 1999 TL79                | 11 ottobre 1999   | Spacewatch    |
| 162221 - | 1999 TM87                | 15 ottobre 1999   | Spacewatch    |
| 162222 - | 1999 TS102               | 2 ottobre 1999    | LINEAR        |
| 162223 - | 1999 TR119               | 4 ottobre 1999    | LINEAR        |
| 162224 - | 1999 TD120               | 4 ottobre 1999    | LINEAR        |
| 162225 - | 1999 TX121               | 4 ottobre 1999    | LINEAR        |
| 162226 - | 1999 TR127               | 4 ottobre 1999    | LINEAR        |
| 162227 - | 1999 TS127               | 4 ottobre 1999    | LINEAR        |
| 162228 - | 1999 TS132               | 6 ottobre 1999    | LINEAR        |
| 162229 - | 1999 TJ143               | 7 ottobre 1999    | LINEAR        |
| 162230 - | 1999 TS148               | 7 ottobre 1999    | LINEAR        |
| 162231 - | 1999 TP149               | 15 ottobre 1999   | LINEAR        |
| 162232 - | 1999 TC154               | 7 ottobre 1999    | LINEAR        |
| 162233 - | 1999 TL173               | 10 ottobre 1999   | LINEAR        |
| 162234 - | 1999 TQ185               | 12 ottobre 1999   | LINEAR        |
| 162235 - | 1999 TR185               | 12 ottobre 1999   | LINEAR        |
| 162236 - | 1999 TE192               | 12 ottobre 1999   | LINEAR        |
| 162237 - | 1999 TF196               | 12 ottobre 1999   | LINEAR        |
| 162238 - | 1999 TP198               | 12 ottobre 1999   | LINEAR        |
| 162239 - | 1999 TU198               | 12 ottobre 1999   | LINEAR        |
| 162240 - | 1999 TU208               | 14 ottobre 1999   | LINEAR        |
| 162241 - | 1999 TZ217               | 15 ottobre 1999   | LINEAR        |
| 162242 - | 1999 TC219               | 1 ottobre 1999    | CSS           |
| 162243 - | 1999 TS228               | 2 ottobre 1999    | LONEOS        |
| 162244 - | 1999 TD236               | 3 ottobre 1999    | CSS           |
| 162245 - | 1999 TT241               | 4 ottobre 1999    | CSS           |
| 162246 - | 1999 TO248               | 8 ottobre 1999    | CSS           |
| 162247 - | 1999 TJ253               | 9 ottobre 1999    | LINEAR        |
| 162248 - | 1999 TW267               | 3 ottobre 1999    | LINEAR        |
| 162249 - | 1999 TX277               | 6 ottobre 1999    | LINEAR        |
| 162250 - | 1999 TK288               | 10 ottobre 1999   | LINEAR        |
| 162251 - | 1999 TM289               | 10 ottobre 1999   | LINEAR        |
| 162252 - | 1999 TJ290               | 10 ottobre 1999   | LINEAR        |
| 162253 - | 1999 TQ297               | 2 ottobre 1999    | Spacewatch    |
| 162254 - | 1999 TC313               | 9 ottobre 1999    | LINEAR        |
| 162255 - | 1999 TU313               | 9 ottobre 1999    | LINEAR        |
| 162256 - | 1999 TR314               | 7 ottobre 1999    | LINEAR        |
| 162257 - | 1999 TS314               | 7 ottobre 1999    | LINEAR        |
| 162258 - | 1999 TY322               | 2 ottobre 1999    | LINEAR        |
| 162259 - | 1999 UV9                 | 31 ottobre 1999   | LINEAR        |
| 162260 - | 1999 UB10                | 31 ottobre 1999   | LINEAR        |
| 162261 - | 1999 UE17                | 30 ottobre 1999   | CSS           |
| 162262 - | 1999 UZ20                | 31 ottobre 1999   | Spacewatch    |
| 162263 - | 1999 UB25                | 28 ottobre 1999   | CSS           |
| 162264 - | 1999 UN38                | 29 ottobre 1999   | LONEOS        |
| 162265 - | 1999 UD39                | 29 ottobre 1999   | LONEOS        |
| 162266 - | 1999 UR45                | 31 ottobre 1999   | CSS           |
| 162267 - | 1999 UC47                | 29 ottobre 1999   | LONEOS        |
| 162268 - | 1999 UL51                | 31 ottobre 1999   | CSS           |
| 162269 - | 1999 VO6                 | 5 novembre 1999   | LINEAR        |
| 162270 - | 1999 VU7                 | 7 novembre 1999   | Korlević, K.  |
| 162271 - | 1999 VC8                 | 8 novembre 1999   | Korlević, K.  |
| 162272 - | 1999 VQ9                 | 9 novembre 1999   | Korlević, K.  |
| 162273 - | 1999 VL12                | 9 novembre 1999   | LINEAR        |
| 162274 - | 1999 VO19                | 10 novembre 1999  | Korlević, K.  |
| 162275 - | 1999 VM21                | 12 novembre 1999  | Korlević, K.  |
| 162276 - | 1999 VC33                | 3 novembre 1999   | LINEAR        |
| 162277 - | 1999 VY44                | 4 novembre 1999   | CSS           |
| 162278 - | 1999 VU49                | 3 novembre 1999   | LINEAR        |
| 162279 - | 1999 VS57                | 4 novembre 1999   | LINEAR        |
| 162280 - | 1999 VN59                | 4 novembre 1999   | LINEAR        |
| 162281 - | 1999 VF62                | 4 novembre 1999   | LINEAR        |
| 162282 - | 1999 VS69                | 4 novembre 1999   | LINEAR        |
| 162283 - | 1999 VJ73                | 1 novembre 1999   | Spacewatch    |
| 162284 - | 1999 VU77                | 3 novembre 1999   | LINEAR        |
| 162285 - | 1999 VT81                | 5 novembre 1999   | LINEAR        |
| 162286 - | 1999 VB102               | 9 novembre 1999   | LINEAR        |
| 162287 - | 1999 VN107               | 9 novembre 1999   | LINEAR        |
| 162288 - | 1999 VW123               | 5 novembre 1999   | Spacewatch    |
| 162289 - | 1999 VJ124               | 6 novembre 1999   | Spacewatch    |
| 162290 - | 1999 VG129               | 11 novembre 1999  | Spacewatch    |
| 162291 - | 1999 VP137               | 12 novembre 1999  | LINEAR        |
| 162292 - | 1999 VO142               | 10 novembre 1999  | Spacewatch    |
| 162293 - | 1999 VY142               | 13 novembre 1999  | Spacewatch    |
| 162294 - | 1999 VQ148               | 14 novembre 1999  | LINEAR        |
| 162295 - | 1999 VW149               | 14 novembre 1999  | LINEAR        |
| 162296 - | 1999 VD151               | 14 novembre 1999  | LINEAR        |
| 162297 - | 1999 VU167               | 14 novembre 1999  | LINEAR        |
| 162298 - | 1999 VZ174               | 4 novembre 1999   | Spacewatch    |
| 162299 - | 1999 VW180               | 7 novembre 1999   | LINEAR        |
| 162300 - | 1999 VY180               | 7 novembre 1999   | LINEAR        |

## 162301-162400
| Nome               | Designazione provvisoria | Data di scoperta | Scopritore   |
| ------------------ | ------------------------ | ---------------- | ------------ |
| 162301 -           | 1999 VX183               | 14 novembre 1999 | LINEAR       |
| 162302 -           | 1999 VO184               | 15 novembre 1999 | LINEAR       |
| 162303 -           | 1999 VW186               | 15 novembre 1999 | LINEAR       |
| 162304 -           | 1999 VR193               | 3 novembre 1999  | LONEOS       |
| 162305 -           | 1999 VD194               | 1 novembre 1999  | CSS          |
| 162306 -           | 1999 VE200               | 5 novembre 1999  | CSS          |
| 162307 -           | 1999 VP213               | 13 novembre 1999 | CSS          |
| 162308 -           | 1999 VL225               | 5 novembre 1999  | LINEAR       |
| 162309 -           | 1999 WK10                | 28 novembre 1999 | Spacewatch   |
| 162310 -           | 1999 WN13                | 29 novembre 1999 | Korlević, K. |
| 162311 -           | 1999 WM17                | 30 novembre 1999 | Spacewatch   |
| 162312 -           | 1999 WG20                | 16 novembre 1999 | LINEAR       |
| 162313 -           | 1999 WA24                | 17 novembre 1999 | Spacewatch   |
| 162314 -           | 1999 XE7                 | 4 dicembre 1999  | CSS          |
| 162315 -           | 1999 XC11                | 5 dicembre 1999  | CSS          |
| 162316 -           | 1999 XY14                | 6 dicembre 1999  | LINEAR       |
| 162317 -           | 1999 XB23                | 6 dicembre 1999  | LINEAR       |
| 162318 -           | 1999 XQ25                | 6 dicembre 1999  | LINEAR       |
| 162319 -           | 1999 XS26                | 6 dicembre 1999  | LINEAR       |
| 162320 -           | 1999 XN27                | 6 dicembre 1999  | LINEAR       |
| 162321 -           | 1999 XG30                | 6 dicembre 1999  | LINEAR       |
| 162322 -           | 1999 XZ42                | 7 dicembre 1999  | LINEAR       |
| 162323 -           | 1999 XA45                | 7 dicembre 1999  | LINEAR       |
| 162324 -           | 1999 XB50                | 7 dicembre 1999  | LINEAR       |
| 162325 -           | 1999 XC50                | 7 dicembre 1999  | LINEAR       |
| 162326 -           | 1999 XB52                | 7 dicembre 1999  | LINEAR       |
| 162327 -           | 1999 XA55                | 7 dicembre 1999  | LINEAR       |
| 162328 -           | 1999 XJ59                | 7 dicembre 1999  | LINEAR       |
| 162329 -           | 1999 XM64                | 7 dicembre 1999  | LINEAR       |
| 162330 -           | 1999 XW65                | 7 dicembre 1999  | LINEAR       |
| 162331 -           | 1999 XT66                | 7 dicembre 1999  | LINEAR       |
| 162332 -           | 1999 XK101               | 7 dicembre 1999  | LINEAR       |
| 162333 -           | 1999 XZ101               | 7 dicembre 1999  | LINEAR       |
| 162334 -           | 1999 XP103               | 7 dicembre 1999  | LINEAR       |
| 162335 -           | 1999 XN113               | 11 dicembre 1999 | LINEAR       |
| 162336 -           | 1999 XT118               | 5 dicembre 1999  | CSS          |
| 162337 -           | 1999 XK124               | 7 dicembre 1999  | CSS          |
| 162338 -           | 1999 XT129               | 12 dicembre 1999 | LINEAR       |
| 162339 -           | 1999 XR133               | 12 dicembre 1999 | LINEAR       |
| 162340 -           | 1999 XT134               | 5 dicembre 1999  | LINEAR       |
| 162341 -           | 1999 XV134               | 5 dicembre 1999  | LINEAR       |
| 162342 -           | 1999 XT138               | 5 dicembre 1999  | Spacewatch   |
| 162343 -           | 1999 XG155               | 8 dicembre 1999  | LINEAR       |
| 162344 -           | 1999 XX159               | 8 dicembre 1999  | LINEAR       |
| 162345 -           | 1999 XT162               | 8 dicembre 1999  | Spacewatch   |
| 162346 -           | 1999 XX167               | 10 dicembre 1999 | LINEAR       |
| 162347 -           | 1999 XD172               | 10 dicembre 1999 | LINEAR       |
| 162348 -           | 1999 XT187               | 12 dicembre 1999 | LINEAR       |
| 162349 -           | 1999 XH208               | 13 dicembre 1999 | LINEAR       |
| 162350 -           | 1999 XX212               | 14 dicembre 1999 | LINEAR       |
| 162351 -           | 1999 XV215               | 15 dicembre 1999 | LINEAR       |
| 162352 -           | 1999 XS226               | 14 dicembre 1999 | Spacewatch   |
| 162353 -           | 1999 YX                  | 16 dicembre 1999 | Juels, C. W. |
| 162354 -           | 1999 YQ5                 | 28 dicembre 1999 | LINEAR       |
| 162355 -           | 1999 YW5                 | 29 dicembre 1999 | LINEAR       |
| 162356 -           | 1999 YA6                 | 29 dicembre 1999 | LINEAR       |
| 162357 -           | 1999 YA7                 | 30 dicembre 1999 | LINEAR       |
| 162358 -           | 1999 YT7                 | 27 dicembre 1999 | Spacewatch   |
| 162359 -           | 1999 YH22                | 27 dicembre 1999 | Spacewatch   |
| 162360 -           | 2000 AH3                 | 2 gennaio 2000   | LINEAR       |
| 162361 -           | 2000 AF6                 | 4 gennaio 2000   | LINEAR       |
| 162362 -           | 2000 AU23                | 3 gennaio 2000   | LINEAR       |
| 162363 -           | 2000 AN34                | 3 gennaio 2000   | LINEAR       |
| 162364 -           | 2000 AB70                | 5 gennaio 2000   | LINEAR       |
| 162365 -           | 2000 AK77                | 5 gennaio 2000   | LINEAR       |
| 162366 -           | 2000 AD83                | 5 gennaio 2000   | LINEAR       |
| 162367 -           | 2000 AJ101               | 5 gennaio 2000   | LINEAR       |
| 162368 -           | 2000 AV101               | 5 gennaio 2000   | LINEAR       |
| 162369 -           | 2000 AZ112               | 5 gennaio 2000   | LINEAR       |
| 162370 -           | 2000 AE119               | 5 gennaio 2000   | LINEAR       |
| 162371 -           | 2000 AY145               | 7 gennaio 2000   | LINEAR       |
| 162372 -           | 2000 AG149               | 7 gennaio 2000   | LINEAR       |
| 162373 -           | 2000 AR155               | 3 gennaio 2000   | LINEAR       |
| 162374 -           | 2000 AC175               | 7 gennaio 2000   | LINEAR       |
| 162375 -           | 2000 AK180               | 7 gennaio 2000   | LINEAR       |
| 162376 -           | 2000 AE191               | 8 gennaio 2000   | LINEAR       |
| 162377 -           | 2000 AL196               | 8 gennaio 2000   | LINEAR       |
| 162378 -           | 2000 AF201               | 9 gennaio 2000   | LINEAR       |
| 162379 -           | 2000 AF202               | 10 gennaio 2000  | LINEAR       |
| 162380 -           | 2000 AW225               | 12 gennaio 2000  | Spacewatch   |
| 162381 -           | 2000 AM226               | 12 gennaio 2000  | Spacewatch   |
| 162382 -           | 2000 AA254               | 7 gennaio 2000   | Spacewatch   |
| 162383 -           | 2000 BN2                 | 26 gennaio 2000  | LINEAR       |
| 162384 -           | 2000 BC6                 | 28 gennaio 2000  | LINEAR       |
| 162385 -           | 2000 BM19                | 31 gennaio 2000  | LINEAR       |
| 162386 -           | 2000 BA26                | 30 gennaio 2000  | LINEAR       |
| 162387 -           | 2000 BN37                | 26 gennaio 2000  | Spacewatch   |
| 162388 -           | 2000 BK39                | 27 gennaio 2000  | Spacewatch   |
| 162389 -           | 2000 CE4                 | 2 febbraio 2000  | LINEAR       |
| 162390 -           | 2000 CD13                | 2 febbraio 2000  | LINEAR       |
| 162391 -           | 2000 CZ43                | 2 febbraio 2000  | LINEAR       |
| 162392 -           | 2000 CG45                | 2 febbraio 2000  | LINEAR       |
| 162393 -           | 2000 CM81                | 4 febbraio 2000  | LINEAR       |
| 162394 -           | 2000 CW95                | 10 febbraio 2000 | Spacewatch   |
| 162395 Michaelbird | 2000 CY108               | 5 febbraio 2000  | Buie, M. W.  |
| 162396 -           | 2000 CV120               | 5 febbraio 2000  | Buie, M. W.  |
| 162397 -           | 2000 CC135               | 4 febbraio 2000  | Spacewatch   |
| 162398 -           | 2000 DP7                 | 27 febbraio 2000 | Needville    |
| 162399 -           | 2000 DN10                | 26 febbraio 2000 | Spacewatch   |
| 162400 -           | 2000 DR22                | 29 febbraio 2000 | LINEAR       |

## 162401-162500
| Nome          | Designazione provvisoria | Data di scoperta | Scopritore               |
| ------------- | ------------------------ | ---------------- | ------------------------ |
| 162401 -      | 2000 DK33                | 29 febbraio 2000 | LINEAR                   |
| 162402 -      | 2000 DZ38                | 29 febbraio 2000 | LINEAR                   |
| 162403 -      | 2000 DA41                | 29 febbraio 2000 | LINEAR                   |
| 162404 -      | 2000 DP60                | 29 febbraio 2000 | LINEAR                   |
| 162405 -      | 2000 DH78                | 29 febbraio 2000 | LINEAR                   |
| 162406 -      | 2000 DV93                | 28 febbraio 2000 | LINEAR                   |
| 162407 -      | 2000 DF94                | 28 febbraio 2000 | LINEAR                   |
| 162408 -      | 2000 DM94                | 28 febbraio 2000 | LINEAR                   |
| 162409 -      | 2000 DK102               | 29 febbraio 2000 | LINEAR                   |
| 162410 -      | 2000 DE104               | 29 febbraio 2000 | LINEAR                   |
| 162411 -      | 2000 DM111               | 29 febbraio 2000 | LINEAR                   |
| 162412 -      | 2000 DF113               | 26 febbraio 2000 | Spacewatch               |
| 162413 -      | 2000 EK2                 | 3 marzo 2000     | LINEAR                   |
| 162414 -      | 2000 EL2                 | 3 marzo 2000     | LINEAR                   |
| 162415 -      | 2000 EY2                 | 3 marzo 2000     | LINEAR                   |
| 162416 -      | 2000 EH26                | 4 marzo 2000     | LINEAR                   |
| 162417 -      | 2000 EA30                | 5 marzo 2000     | LINEAR                   |
| 162418 -      | 2000 ER46                | 9 marzo 2000     | LINEAR                   |
| 162419 -      | 2000 EA67                | 10 marzo 2000    | LINEAR                   |
| 162420 -      | 2000 EU69                | 10 marzo 2000    | LINEAR                   |
| 162421 -      | 2000 ET70                | 8 marzo 2000     | LINEAR                   |
| 162422 -      | 2000 EV70                | 8 marzo 2000     | LINEAR                   |
| 162423 -      | 2000 EK88                | 9 marzo 2000     | LINEAR                   |
| 162424 -      | 2000 EE113               | 9 marzo 2000     | Spacewatch               |
| 162425 -      | 2000 EF136               | 11 marzo 2000    | LINEAR                   |
| 162426 -      | 2000 EP143               | 3 marzo 2000     | LINEAR                   |
| 162427 -      | 2000 EH162               | 3 marzo 2000     | LINEAR                   |
| 162428 -      | 2000 EP162               | 3 marzo 2000     | LINEAR                   |
| 162429 -      | 2000 EM165               | 3 marzo 2000     | LINEAR                   |
| 162430 -      | 2000 EQ193               | 3 marzo 2000     | LINEAR                   |
| 162431 -      | 2000 FV4                 | 27 marzo 2000    | Spacewatch               |
| 162432 -      | 2000 FR5                 | 25 marzo 2000    | Spacewatch               |
| 162433 -      | 2000 FK10                | 26 marzo 2000    | LINEAR                   |
| 162434 -      | 2000 FA34                | 29 marzo 2000    | LINEAR                   |
| 162435 -      | 2000 FO52                | 29 marzo 2000    | Spacewatch               |
| 162436 -      | 2000 FX52                | 30 marzo 2000    | Spacewatch               |
| 162437 -      | 2000 FH59                | 29 marzo 2000    | LINEAR                   |
| 162438 -      | 2000 GF3                 | 5 aprile 2000    | LINEAR                   |
| 162439 -      | 2000 GD5                 | 3 aprile 2000    | LINEAR                   |
| 162440 -      | 2000 GR8                 | 5 aprile 2000    | LINEAR                   |
| 162441 -      | 2000 GO23                | 5 aprile 2000    | LINEAR                   |
| 162442 -      | 2000 GU39                | 5 aprile 2000    | LINEAR                   |
| 162443 -      | 2000 GF40                | 5 aprile 2000    | LINEAR                   |
| 162444 -      | 2000 GP63                | 5 aprile 2000    | LINEAR                   |
| 162445 -      | 2000 GV63                | 5 aprile 2000    | LINEAR                   |
| 162446 -      | 2000 GT83                | 3 aprile 2000    | LINEAR                   |
| 162447 -      | 2000 GJ118               | 3 aprile 2000    | Spacewatch               |
| 162448 -      | 2000 GW152               | 6 aprile 2000    | LONEOS                   |
| 162449 -      | 2000 GC156               | 6 aprile 2000    | LONEOS                   |
| 162450 -      | 2000 GA159               | 7 aprile 2000    | LINEAR                   |
| 162451 -      | 2000 GB180               | 5 aprile 2000    | LINEAR                   |
| 162452 -      | 2000 HO14                | 29 aprile 2000   | LINEAR                   |
| 162453 -      | 2000 HU17                | 24 aprile 2000   | Spacewatch               |
| 162454 -      | 2000 HO24                | 24 aprile 2000   | LONEOS                   |
| 162455 -      | 2000 HL28                | 29 aprile 2000   | LINEAR                   |
| 162456 -      | 2000 HA35                | 27 aprile 2000   | LINEAR                   |
| 162457 -      | 2000 HO35                | 27 aprile 2000   | LINEAR                   |
| 162458 -      | 2000 HK48                | 29 aprile 2000   | LINEAR                   |
| 162459 -      | 2000 HO50                | 29 aprile 2000   | LINEAR                   |
| 162460 -      | 2000 HX69                | 26 aprile 2000   | LONEOS                   |
| 162461 -      | 2000 HS94                | 29 aprile 2000   | LINEAR                   |
| 162462 -      | 2000 HV103               | 27 aprile 2000   | LONEOS                   |
| 162463 -      | 2000 JH5                 | 2 maggio 2000    | LINEAR                   |
| 162464 -      | 2000 JR60                | 7 maggio 2000    | LINEAR                   |
| 162465 -      | 2000 JU81                | 7 maggio 2000    | LINEAR                   |
| 162466 Margon | 2000 JA90                | 4 maggio 2000    | Sloan Digital Sky Survey |
| 162467 -      | 2000 KJ20                | 28 maggio 2000   | LINEAR                   |
| 162468 -      | 2000 KW23                | 28 maggio 2000   | LINEAR                   |
| 162469 -      | 2000 KK40                | 26 maggio 2000   | Spacewatch               |
| 162470 -      | 2000 KX43                | 29 maggio 2000   | LONEOS                   |
| 162471 -      | 2000 KK60                | 25 maggio 2000   | LONEOS                   |
| 162472 -      | 2000 LL                  | 1 giugno 2000    | LINEAR                   |
| 162473 -      | 2000 LA16                | 7 giugno 2000    | Spacewatch               |
| 162474 -      | 2000 LB16                | 7 giugno 2000    | LINEAR                   |
| 162475 -      | 2000 MV4                 | 25 giugno 2000   | LINEAR                   |
| 162476 -      | 2000 NC21                | 6 luglio 2000    | LONEOS                   |
| 162477 -      | 2000 NV28                | 2 luglio 2000    | Spacewatch               |
| 162478 -      | 2000 OT9                 | 31 luglio 2000   | Šarounová, L.            |
| 162479 -      | 2000 OH31                | 30 luglio 2000   | LINEAR                   |
| 162480 -      | 2000 OL36                | 30 luglio 2000   | LINEAR                   |
| 162481 -      | 2000 OM56                | 29 luglio 2000   | LONEOS                   |
| 162482 -      | 2000 ON59                | 29 luglio 2000   | LONEOS                   |
| 162483 -      | 2000 PJ5                 | 4 agosto 2000    | LINEAR                   |
| 162484 -      | 2000 PD10                | 1 agosto 2000    | LINEAR                   |
| 162485 -      | 2000 PA14                | 1 agosto 2000    | LINEAR                   |
| 162486 -      | 2000 PN14                | 1 agosto 2000    | LINEAR                   |
| 162487 -      | 2000 PF15                | 1 agosto 2000    | LINEAR                   |
| 162488 -      | 2000 PV19                | 1 agosto 2000    | LINEAR                   |
| 162489 -      | 2000 PX19                | 1 agosto 2000    | LINEAR                   |
| 162490 -      | 2000 PA21                | 1 agosto 2000    | LINEAR                   |
| 162491 -      | 2000 PV23                | 2 agosto 2000    | LINEAR                   |
| 162492 -      | 2000 QA2                 | 24 agosto 2000   | LINEAR                   |
| 162493 -      | 2000 QY7                 | 25 agosto 2000   | Korlević, K., Jurić, M.  |
| 162494 -      | 2000 QA8                 | 25 agosto 2000   | Korlević, K., Jurić, M.  |
| 162495 -      | 2000 QV17                | 24 agosto 2000   | LINEAR                   |
| 162496 -      | 2000 QH26                | 26 agosto 2000   | Pravec, P., Kušnirák, P. |
| 162497 -      | 2000 QW26                | 24 agosto 2000   | LINEAR                   |
| 162498 -      | 2000 QH32                | 26 agosto 2000   | LINEAR                   |
| 162499 -      | 2000 QZ33                | 26 agosto 2000   | Korlević, K., Jurić, M.  |
| 162500 -      | 2000 QE38                | 24 agosto 2000   | LINEAR                   |

## 162501-162600
| Nome     | Designazione provvisoria | Data di scoperta  | Scopritore                  |
| -------- | ------------------------ | ----------------- | --------------------------- |
| 162501 - | 2000 QH38                | 24 agosto 2000    | LINEAR                      |
| 162502 - | 2000 QL38                | 24 agosto 2000    | LINEAR                      |
| 162503 - | 2000 QF41                | 24 agosto 2000    | LINEAR                      |
| 162504 - | 2000 QM43                | 24 agosto 2000    | LINEAR                      |
| 162505 - | 2000 QP48                | 24 agosto 2000    | LINEAR                      |
| 162506 - | 2000 QC49                | 24 agosto 2000    | LINEAR                      |
| 162507 - | 2000 QE60                | 26 agosto 2000    | LINEAR                      |
| 162508 - | 2000 QA65                | 28 agosto 2000    | LINEAR                      |
| 162509 - | 2000 QV66                | 28 agosto 2000    | LINEAR                      |
| 162510 - | 2000 QW69                | 28 agosto 2000    | LINEAR                      |
| 162511 - | 2000 QP73                | 24 agosto 2000    | LINEAR                      |
| 162512 - | 2000 QT80                | 24 agosto 2000    | LINEAR                      |
| 162513 - | 2000 QQ86                | 25 agosto 2000    | LINEAR                      |
| 162514 - | 2000 QR97                | 28 agosto 2000    | LINEAR                      |
| 162515 - | 2000 QK99                | 28 agosto 2000    | LINEAR                      |
| 162516 - | 2000 QX106               | 29 agosto 2000    | LINEAR                      |
| 162517 - | 2000 QA107               | 29 agosto 2000    | LINEAR                      |
| 162518 - | 2000 QR108               | 29 agosto 2000    | LINEAR                      |
| 162519 - | 2000 QX113               | 24 agosto 2000    | LINEAR                      |
| 162520 - | 2000 QR119               | 25 agosto 2000    | LINEAR                      |
| 162521 - | 2000 QA121               | 25 agosto 2000    | LINEAR                      |
| 162522 - | 2000 QR122               | 25 agosto 2000    | LINEAR                      |
| 162523 - | 2000 QQ125               | 31 agosto 2000    | LINEAR                      |
| 162524 - | 2000 QT125               | 31 agosto 2000    | LINEAR                      |
| 162525 - | 2000 QK127               | 24 agosto 2000    | LINEAR                      |
| 162526 - | 2000 QV131               | 25 agosto 2000    | LINEAR                      |
| 162527 - | 2000 QO134               | 26 agosto 2000    | LINEAR                      |
| 162528 - | 2000 QT134               | 26 agosto 2000    | LINEAR                      |
| 162529 - | 2000 QE141               | 31 agosto 2000    | LINEAR                      |
| 162530 - | 2000 QV141               | 31 agosto 2000    | LINEAR                      |
| 162531 - | 2000 QW142               | 31 agosto 2000    | LINEAR                      |
| 162532 - | 2000 QC146               | 31 agosto 2000    | LINEAR                      |
| 162533 - | 2000 QW146               | 31 agosto 2000    | LINEAR                      |
| 162534 - | 2000 QR157               | 31 agosto 2000    | LINEAR                      |
| 162535 - | 2000 QN158               | 31 agosto 2000    | LINEAR                      |
| 162536 - | 2000 QB161               | 31 agosto 2000    | LINEAR                      |
| 162537 - | 2000 QP164               | 31 agosto 2000    | LINEAR                      |
| 162538 - | 2000 QQ164               | 31 agosto 2000    | LINEAR                      |
| 162539 - | 2000 QA166               | 31 agosto 2000    | LINEAR                      |
| 162540 - | 2000 QZ167               | 31 agosto 2000    | LINEAR                      |
| 162541 - | 2000 QY170               | 31 agosto 2000    | LINEAR                      |
| 162542 - | 2000 QX174               | 31 agosto 2000    | LINEAR                      |
| 162543 - | 2000 QC177               | 31 agosto 2000    | LINEAR                      |
| 162544 - | 2000 QF187               | 26 agosto 2000    | LINEAR                      |
| 162545 - | 2000 QR205               | 31 agosto 2000    | LINEAR                      |
| 162546 - | 2000 QM207               | 31 agosto 2000    | LINEAR                      |
| 162547 - | 2000 QR208               | 31 agosto 2000    | LINEAR                      |
| 162548 - | 2000 QH212               | 31 agosto 2000    | LINEAR                      |
| 162549 - | 2000 QT213               | 31 agosto 2000    | LINEAR                      |
| 162550 - | 2000 QF217               | 31 agosto 2000    | LINEAR                      |
| 162551 - | 2000 QS226               | 31 agosto 2000    | LINEAR                      |
| 162552 - | 2000 QC251               | 21 agosto 2000    | LONEOS                      |
| 162553 - | 2000 RH12                | 3 settembre 2000  | LINEAR                      |
| 162554 - | 2000 RK13                | 1 settembre 2000  | LINEAR                      |
| 162555 - | 2000 RZ14                | 1 settembre 2000  | LINEAR                      |
| 162556 - | 2000 RW16                | 1 settembre 2000  | LINEAR                      |
| 162557 - | 2000 RP20                | 1 settembre 2000  | LINEAR                      |
| 162558 - | 2000 RF21                | 1 settembre 2000  | LINEAR                      |
| 162559 - | 2000 RY21                | 1 settembre 2000  | LINEAR                      |
| 162560 - | 2000 RJ23                | 1 settembre 2000  | LINEAR                      |
| 162561 - | 2000 RT24                | 1 settembre 2000  | LINEAR                      |
| 162562 - | 2000 RA27                | 1 settembre 2000  | LINEAR                      |
| 162563 - | 2000 RU27                | 1 settembre 2000  | LINEAR                      |
| 162564 - | 2000 RO31                | 1 settembre 2000  | LINEAR                      |
| 162565 - | 2000 RU31                | 1 settembre 2000  | LINEAR                      |
| 162566 - | 2000 RJ34                | 1 settembre 2000  | LINEAR                      |
| 162567 - | 2000 RW37                | 3 settembre 2000  | LINEAR                      |
| 162568 - | 2000 RF38                | 5 settembre 2000  | Uppsala-DLR Asteroid Survey |
| 162569 - | 2000 RT41                | 3 settembre 2000  | LINEAR                      |
| 162570 - | 2000 RA45                | 3 settembre 2000  | LINEAR                      |
| 162571 - | 2000 RE59                | 7 settembre 2000  | Spacewatch                  |
| 162572 - | 2000 RT60                | 6 settembre 2000  | LINEAR                      |
| 162573 - | 2000 RT63                | 3 settembre 2000  | LINEAR                      |
| 162574 - | 2000 RT65                | 1 settembre 2000  | LINEAR                      |
| 162575 - | 2000 RY77                | 2 settembre 2000  | LONEOS                      |
| 162576 - | 2000 RR87                | 2 settembre 2000  | LONEOS                      |
| 162577 - | 2000 RR90                | 3 settembre 2000  | LINEAR                      |
| 162578 - | 2000 RJ92                | 3 settembre 2000  | LINEAR                      |
| 162579 - | 2000 SE5                 | 20 settembre 2000 | LINEAR                      |
| 162580 - | 2000 SU6                 | 21 settembre 2000 | LINEAR                      |
| 162581 - | 2000 SA10                | 23 settembre 2000 | LINEAR                      |
| 162582 - | 2000 SH12                | 20 settembre 2000 | LINEAR                      |
| 162583 - | 2000 SD14                | 23 settembre 2000 | LINEAR                      |
| 162584 - | 2000 SS29                | 24 settembre 2000 | LINEAR                      |
| 162585 - | 2000 SN30                | 24 settembre 2000 | LINEAR                      |
| 162586 - | 2000 SE31                | 24 settembre 2000 | LINEAR                      |
| 162587 - | 2000 SE34                | 24 settembre 2000 | LINEAR                      |
| 162588 - | 2000 ST34                | 24 settembre 2000 | LINEAR                      |
| 162589 - | 2000 SH35                | 24 settembre 2000 | LINEAR                      |
| 162590 - | 2000 SY38                | 24 settembre 2000 | LINEAR                      |
| 162591 - | 2000 SF40                | 24 settembre 2000 | LINEAR                      |
| 162592 - | 2000 SO43                | 24 settembre 2000 | Bickel, W.                  |
| 162593 - | 2000 SY47                | 23 settembre 2000 | LINEAR                      |
| 162594 - | 2000 SE61                | 24 settembre 2000 | LINEAR                      |
| 162595 - | 2000 SX62                | 24 settembre 2000 | LINEAR                      |
| 162596 - | 2000 SG64                | 24 settembre 2000 | LINEAR                      |
| 162597 - | 2000 SJ66                | 24 settembre 2000 | LINEAR                      |
| 162598 - | 2000 SP67                | 24 settembre 2000 | LINEAR                      |
| 162599 - | 2000 SR68                | 24 settembre 2000 | LINEAR                      |
| 162600 - | 2000 SV71                | 24 settembre 2000 | LINEAR                      |

## 162601-162700
| Nome     | Designazione provvisoria | Data di scoperta  | Scopritore               |
| -------- | ------------------------ | ----------------- | ------------------------ |
| 162601 - | 2000 SB72                | 24 settembre 2000 | LINEAR                   |
| 162602 - | 2000 SD73                | 24 settembre 2000 | LINEAR                   |
| 162603 - | 2000 SJ74                | 24 settembre 2000 | LINEAR                   |
| 162604 - | 2000 SM74                | 24 settembre 2000 | LINEAR                   |
| 162605 - | 2000 ST74                | 24 settembre 2000 | LINEAR                   |
| 162606 - | 2000 SR77                | 24 settembre 2000 | LINEAR                   |
| 162607 - | 2000 SV80                | 24 settembre 2000 | LINEAR                   |
| 162608 - | 2000 SD90                | 22 settembre 2000 | LINEAR                   |
| 162609 - | 2000 SH93                | 23 settembre 2000 | LINEAR                   |
| 162610 - | 2000 SF98                | 23 settembre 2000 | LINEAR                   |
| 162611 - | 2000 SN99                | 23 settembre 2000 | LINEAR                   |
| 162612 - | 2000 SX99                | 23 settembre 2000 | LINEAR                   |
| 162613 - | 2000 SE102               | 24 settembre 2000 | LINEAR                   |
| 162614 - | 2000 SJ103               | 24 settembre 2000 | LINEAR                   |
| 162615 - | 2000 SO103               | 24 settembre 2000 | LINEAR                   |
| 162616 - | 2000 SU104               | 24 settembre 2000 | LINEAR                   |
| 162617 - | 2000 SP107               | 24 settembre 2000 | LINEAR                   |
| 162618 - | 2000 SA111               | 24 settembre 2000 | LINEAR                   |
| 162619 - | 2000 SK114               | 24 settembre 2000 | LINEAR                   |
| 162620 - | 2000 SP114               | 24 settembre 2000 | LINEAR                   |
| 162621 - | 2000 SD118               | 24 settembre 2000 | LINEAR                   |
| 162622 - | 2000 SZ118               | 24 settembre 2000 | LINEAR                   |
| 162623 - | 2000 SH119               | 24 settembre 2000 | LINEAR                   |
| 162624 - | 2000 SP121               | 24 settembre 2000 | LINEAR                   |
| 162625 - | 2000 SR127               | 24 settembre 2000 | LINEAR                   |
| 162626 - | 2000 SH129               | 26 settembre 2000 | LINEAR                   |
| 162627 - | 2000 SR135               | 23 settembre 2000 | LINEAR                   |
| 162628 - | 2000 SO138               | 23 settembre 2000 | LINEAR                   |
| 162629 - | 2000 SU139               | 23 settembre 2000 | LINEAR                   |
| 162630 - | 2000 SC146               | 24 settembre 2000 | LINEAR                   |
| 162631 - | 2000 SN146               | 24 settembre 2000 | LINEAR                   |
| 162632 - | 2000 SA147               | 24 settembre 2000 | LINEAR                   |
| 162633 - | 2000 SQ151               | 24 settembre 2000 | LINEAR                   |
| 162634 - | 2000 SH158               | 27 settembre 2000 | LINEAR                   |
| 162635 - | 2000 SS164               | 27 settembre 2000 | LINEAR                   |
| 162636 - | 2000 SG169               | 23 settembre 2000 | LINEAR                   |
| 162637 - | 2000 SM173               | 28 settembre 2000 | LINEAR                   |
| 162638 - | 2000 ST175               | 28 settembre 2000 | LINEAR                   |
| 162639 - | 2000 SV176               | 28 settembre 2000 | LINEAR                   |
| 162640 - | 2000 SM178               | 28 settembre 2000 | LINEAR                   |
| 162641 - | 2000 SB179               | 28 settembre 2000 | LINEAR                   |
| 162642 - | 2000 SC191               | 24 settembre 2000 | LINEAR                   |
| 162643 - | 2000 SA198               | 24 settembre 2000 | LINEAR                   |
| 162644 - | 2000 SZ204               | 24 settembre 2000 | LINEAR                   |
| 162645 - | 2000 SV207               | 24 settembre 2000 | LINEAR                   |
| 162646 - | 2000 SJ208               | 24 settembre 2000 | LINEAR                   |
| 162647 - | 2000 SM216               | 26 settembre 2000 | LINEAR                   |
| 162648 - | 2000 ST218               | 26 settembre 2000 | LINEAR                   |
| 162649 - | 2000 SF220               | 26 settembre 2000 | LINEAR                   |
| 162650 - | 2000 SS222               | 27 settembre 2000 | LINEAR                   |
| 162651 - | 2000 SU228               | 28 settembre 2000 | LINEAR                   |
| 162652 - | 2000 SW229               | 28 settembre 2000 | LINEAR                   |
| 162653 - | 2000 SM230               | 28 settembre 2000 | LINEAR                   |
| 162654 - | 2000 SY232               | 27 settembre 2000 | LINEAR                   |
| 162655 - | 2000 SN235               | 24 settembre 2000 | LINEAR                   |
| 162656 - | 2000 SB242               | 24 settembre 2000 | LINEAR                   |
| 162657 - | 2000 SJ244               | 24 settembre 2000 | LINEAR                   |
| 162658 - | 2000 SK244               | 24 settembre 2000 | LINEAR                   |
| 162659 - | 2000 SJ247               | 24 settembre 2000 | LINEAR                   |
| 162660 - | 2000 SJ248               | 24 settembre 2000 | LINEAR                   |
| 162661 - | 2000 SG253               | 24 settembre 2000 | LINEAR                   |
| 162662 - | 2000 SF257               | 24 settembre 2000 | LINEAR                   |
| 162663 - | 2000 SS257               | 24 settembre 2000 | LINEAR                   |
| 162664 - | 2000 SE258               | 24 settembre 2000 | LINEAR                   |
| 162665 - | 2000 SZ259               | 24 settembre 2000 | LINEAR                   |
| 162666 - | 2000 SS263               | 26 settembre 2000 | LINEAR                   |
| 162667 - | 2000 SN267               | 27 settembre 2000 | LINEAR                   |
| 162668 - | 2000 SM268               | 27 settembre 2000 | LINEAR                   |
| 162669 - | 2000 SS277               | 30 settembre 2000 | LINEAR                   |
| 162670 - | 2000 SQ280               | 30 settembre 2000 | LINEAR                   |
| 162671 - | 2000 SV287               | 26 settembre 2000 | LINEAR                   |
| 162672 - | 2000 SR299               | 28 settembre 2000 | LINEAR                   |
| 162673 - | 2000 SF304               | 30 settembre 2000 | LINEAR                   |
| 162674 - | 2000 SF305               | 30 settembre 2000 | LINEAR                   |
| 162675 - | 2000 SW327               | 30 settembre 2000 | LINEAR                   |
| 162676 - | 2000 SO368               | 24 settembre 2000 | LONEOS                   |
| 162677 - | 2000 SA372               | 24 settembre 2000 | LINEAR                   |
| 162678 - | 2000 SE372               | 30 settembre 2000 | LINEAR                   |
| 162679 - | 2000 TK1                 | 1 ottobre 2000    | LINEAR                   |
| 162680 - | 2000 TY12                | 1 ottobre 2000    | LINEAR                   |
| 162681 - | 2000 TU13                | 1 ottobre 2000    | LINEAR                   |
| 162682 - | 2000 TL15                | 1 ottobre 2000    | LINEAR                   |
| 162683 - | 2000 TP39                | 1 ottobre 2000    | LINEAR                   |
| 162684 - | 2000 TC51                | 1 ottobre 2000    | LINEAR                   |
| 162685 - | 2000 TK59                | 2 ottobre 2000    | LONEOS                   |
| 162686 - | 2000 TO65                | 1 ottobre 2000    | LINEAR                   |
| 162687 - | 2000 UH1                 | 18 ottobre 2000   | LINEAR                   |
| 162688 - | 2000 UJ4                 | 24 ottobre 2000   | LINEAR                   |
| 162689 - | 2000 UN4                 | 24 ottobre 2000   | LINEAR                   |
| 162690 - | 2000 UK5                 | 24 ottobre 2000   | LINEAR                   |
| 162691 - | 2000 UN6                 | 24 ottobre 2000   | LINEAR                   |
| 162692 - | 2000 UJ8                 | 24 ottobre 2000   | LINEAR                   |
| 162693 - | 2000 UN10                | 24 ottobre 2000   | LINEAR                   |
| 162694 - | 2000 UH11                | 25 ottobre 2000   | LINEAR                   |
| 162695 - | 2000 UL11                | 25 ottobre 2000   | LINEAR                   |
| 162696 - | 2000 UK12                | 24 ottobre 2000   | LINEAR                   |
| 162697 - | 2000 UO18                | 25 ottobre 2000   | LINEAR                   |
| 162698 - | 2000 UN30                | 29 ottobre 2000   | LINEAR                   |
| 162699 - | 2000 US30                | 29 ottobre 2000   | Kušnirák, P., Pravec, P. |
| 162700 - | 2000 UZ38                | 24 ottobre 2000   | LINEAR                   |

## 162701-162800
| Nome             | Designazione provvisoria | Data di scoperta | Scopritore      |
| ---------------- | ------------------------ | ---------------- | --------------- |
| 162701 -         | 2000 UL42                | 24 ottobre 2000  | LINEAR          |
| 162702 -         | 2000 UT43                | 24 ottobre 2000  | LINEAR          |
| 162703 -         | 2000 UW51                | 24 ottobre 2000  | LINEAR          |
| 162704 -         | 2000 UR63                | 25 ottobre 2000  | LINEAR          |
| 162705 -         | 2000 UB66                | 25 ottobre 2000  | LINEAR          |
| 162706 -         | 2000 UY68                | 25 ottobre 2000  | LINEAR          |
| 162707 -         | 2000 UW69                | 25 ottobre 2000  | LINEAR          |
| 162708 -         | 2000 UR70                | 25 ottobre 2000  | LINEAR          |
| 162709 -         | 2000 UE71                | 25 ottobre 2000  | LINEAR          |
| 162710 -         | 2000 UU72                | 25 ottobre 2000  | LINEAR          |
| 162711 -         | 2000 UA78                | 24 ottobre 2000  | LINEAR          |
| 162712 -         | 2000 UY85                | 31 ottobre 2000  | LINEAR          |
| 162713 -         | 2000 UY95                | 25 ottobre 2000  | LINEAR          |
| 162714 -         | 2000 UN96                | 25 ottobre 2000  | LINEAR          |
| 162715 -         | 2000 UN99                | 25 ottobre 2000  | LINEAR          |
| 162716 -         | 2000 UT100               | 25 ottobre 2000  | LINEAR          |
| 162717 -         | 2000 UH102               | 25 ottobre 2000  | LINEAR          |
| 162718 -         | 2000 UW103               | 25 ottobre 2000  | LINEAR          |
| 162719 -         | 2000 UY103               | 25 ottobre 2000  | LINEAR          |
| 162720 -         | 2000 UR110               | 31 ottobre 2000  | LINEAR          |
| 162721 -         | 2000 UC114               | 24 ottobre 2000  | LINEAR          |
| 162722 -         | 2000 VD                  | 1 novembre 2000  | Chesney, D. K.  |
| 162723 -         | 2000 VM2                 | 1 novembre 2000  | LINEAR          |
| 162724 -         | 2000 VW2                 | 1 novembre 2000  | Yeung, W. K. Y. |
| 162725 -         | 2000 VT11                | 1 novembre 2000  | LINEAR          |
| 162726 -         | 2000 VR12                | 1 novembre 2000  | LINEAR          |
| 162727 -         | 2000 VO14                | 1 novembre 2000  | LINEAR          |
| 162728 -         | 2000 VY14                | 1 novembre 2000  | LINEAR          |
| 162729 -         | 2000 VU16                | 1 novembre 2000  | LINEAR          |
| 162730 -         | 2000 VO17                | 1 novembre 2000  | LINEAR          |
| 162731 -         | 2000 VG22                | 1 novembre 2000  | LINEAR          |
| 162732 -         | 2000 VK23                | 1 novembre 2000  | LINEAR          |
| 162733 -         | 2000 VH34                | 1 novembre 2000  | LINEAR          |
| 162734 -         | 2000 VH48                | 2 novembre 2000  | LINEAR          |
| 162735 -         | 2000 VL48                | 2 novembre 2000  | LINEAR          |
| 162736 -         | 2000 VD52                | 3 novembre 2000  | LINEAR          |
| 162737 -         | 2000 VP53                | 3 novembre 2000  | LINEAR          |
| 162738 -         | 2000 VG55                | 3 novembre 2000  | LINEAR          |
| 162739 -         | 2000 WS                  | 16 novembre 2000 | LINEAR          |
| 162740 -         | 2000 WF6                 | 16 novembre 2000 | LINEAR          |
| 162741 -         | 2000 WG6                 | 18 novembre 2000 | LINEAR          |
| 162742 -         | 2000 WV14                | 20 novembre 2000 | LINEAR          |
| 162743 -         | 2000 WN15                | 20 novembre 2000 | LINEAR          |
| 162744 -         | 2000 WA18                | 21 novembre 2000 | LINEAR          |
| 162745 -         | 2000 WT18                | 21 novembre 2000 | LINEAR          |
| 162746 -         | 2000 WJ24                | 20 novembre 2000 | LINEAR          |
| 162747 -         | 2000 WH28                | 23 novembre 2000 | NEAT            |
| 162748 -         | 2000 WG30                | 20 novembre 2000 | LINEAR          |
| 162749 -         | 2000 WF42                | 21 novembre 2000 | LINEAR          |
| 162750 -         | 2000 WY42                | 21 novembre 2000 | LINEAR          |
| 162751 -         | 2000 WZ46                | 21 novembre 2000 | LINEAR          |
| 162752 -         | 2000 WF48                | 21 novembre 2000 | LINEAR          |
| 162753 -         | 2000 WO55                | 20 novembre 2000 | LINEAR          |
| 162754 -         | 2000 WP56                | 21 novembre 2000 | LINEAR          |
| 162755 Spacesora | 2000 WA68                | 28 novembre 2000 | Nakamura, A.    |
| 162756 -         | 2000 WT82                | 20 novembre 2000 | LINEAR          |
| 162757 -         | 2000 WP87                | 20 novembre 2000 | LINEAR          |
| 162758 -         | 2000 WA96                | 21 novembre 2000 | LINEAR          |
| 162759 -         | 2000 WV101               | 26 novembre 2000 | LINEAR          |
| 162760 -         | 2000 WZ108               | 20 novembre 2000 | LINEAR          |
| 162761 -         | 2000 WG110               | 20 novembre 2000 | LINEAR          |
| 162762 -         | 2000 WN115               | 20 novembre 2000 | LINEAR          |
| 162763 -         | 2000 WY115               | 20 novembre 2000 | LINEAR          |
| 162764 -         | 2000 WJ117               | 20 novembre 2000 | LINEAR          |
| 162765 -         | 2000 WO120               | 20 novembre 2000 | LINEAR          |
| 162766 -         | 2000 WU127               | 17 novembre 2000 | Spacewatch      |
| 162767 -         | 2000 WD135               | 19 novembre 2000 | LINEAR          |
| 162768 -         | 2000 WC138               | 21 novembre 2000 | LINEAR          |
| 162769 -         | 2000 WJ155               | 30 novembre 2000 | LINEAR          |
| 162770 -         | 2000 WS156               | 30 novembre 2000 | LINEAR          |
| 162771 -         | 2000 WP169               | 26 novembre 2000 | LINEAR          |
| 162772 -         | 2000 WX175               | 26 novembre 2000 | LONEOS          |
| 162773 -         | 2000 WJ191               | 19 novembre 2000 | LONEOS          |
| 162774 -         | 2000 XV1                 | 3 dicembre 2000  | Spacewatch      |
| 162775 -         | 2000 XG6                 | 1 dicembre 2000  | LINEAR          |
| 162776 -         | 2000 XO11                | 4 dicembre 2000  | LINEAR          |
| 162777 -         | 2000 XV23                | 4 dicembre 2000  | LINEAR          |
| 162778 -         | 2000 XJ26                | 4 dicembre 2000  | LINEAR          |
| 162779 -         | 2000 XE30                | 4 dicembre 2000  | LINEAR          |
| 162780 -         | 2000 XJ38                | 5 dicembre 2000  | LINEAR          |
| 162781 -         | 2000 XL44                | 6 dicembre 2000  | LINEAR          |
| 162782 -         | 2000 XS47                | 4 dicembre 2000  | LINEAR          |
| 162783 -         | 2000 YJ11                | 19 dicembre 2000 | LINEAR          |
| 162784 -         | 2000 YQ15                | 22 dicembre 2000 | LONEOS          |
| 162785 -         | 2000 YA17                | 22 dicembre 2000 | LINEAR          |
| 162786 -         | 2000 YT21                | 24 dicembre 2000 | LONEOS          |
| 162787 -         | 2000 YB22                | 29 dicembre 2000 | Yeung, W. K. Y. |
| 162788 -         | 2000 YR31                | 31 dicembre 2000 | Spacewatch      |
| 162789 -         | 2000 YF33                | 30 dicembre 2000 | LINEAR          |
| 162790 -         | 2000 YJ35                | 30 dicembre 2000 | LINEAR          |
| 162791 -         | 2000 YC42                | 30 dicembre 2000 | LINEAR          |
| 162792 -         | 2000 YX43                | 30 dicembre 2000 | LINEAR          |
| 162793 -         | 2000 YY43                | 30 dicembre 2000 | LINEAR          |
| 162794 -         | 2000 YC48                | 30 dicembre 2000 | LINEAR          |
| 162795 -         | 2000 YF52                | 30 dicembre 2000 | LINEAR          |
| 162796 -         | 2000 YA69                | 30 dicembre 2000 | LINEAR          |
| 162797 -         | 2000 YR74                | 30 dicembre 2000 | LINEAR          |
| 162798 -         | 2000 YV79                | 30 dicembre 2000 | LINEAR          |
| 162799 -         | 2000 YH80                | 30 dicembre 2000 | LINEAR          |
| 162800 -         | 2000 YT82                | 30 dicembre 2000 | LINEAR          |

## 162801-162900
| Nome     | Designazione provvisoria | Data di scoperta | Scopritore                 |
| -------- | ------------------------ | ---------------- | -------------------------- |
| 162801 - | 2000 YV91                | 30 dicembre 2000 | LINEAR                     |
| 162802 - | 2000 YK120               | 19 dicembre 2000 | LINEAR                     |
| 162803 - | 2000 YG133               | 30 dicembre 2000 | LONEOS                     |
| 162804 - | 2000 YV136               | 23 dicembre 2000 | LONEOS                     |
| 162805 - | 2001 AR                  | 2 gennaio 2001   | Kobayashi, T.              |
| 162806 - | 2001 AY10                | 2 gennaio 2001   | LINEAR                     |
| 162807 - | 2001 AN12                | 2 gennaio 2001   | LINEAR                     |
| 162808 - | 2001 AS12                | 2 gennaio 2001   | LINEAR                     |
| 162809 - | 2001 AW34                | 4 gennaio 2001   | LINEAR                     |
| 162810 - | 2001 AA37                | 5 gennaio 2001   | LINEAR                     |
| 162811 - | 2001 AG51                | 15 gennaio 2001  | Spacewatch                 |
| 162812 - | 2001 AV51                | 15 gennaio 2001  | Spacewatch                 |
| 162813 - | 2001 BE9                 | 19 gennaio 2001  | LINEAR                     |
| 162814 - | 2001 BT19                | 19 gennaio 2001  | LINEAR                     |
| 162815 - | 2001 BU22                | 20 gennaio 2001  | LINEAR                     |
| 162816 - | 2001 BL23                | 20 gennaio 2001  | LINEAR                     |
| 162817 - | 2001 BX28                | 20 gennaio 2001  | LINEAR                     |
| 162818 - | 2001 BF33                | 20 gennaio 2001  | LINEAR                     |
| 162819 - | 2001 BD34                | 20 gennaio 2001  | LINEAR                     |
| 162820 - | 2001 BK36                | 19 gennaio 2001  | LINEAR                     |
| 162821 - | 2001 BV42                | 19 gennaio 2001  | LINEAR                     |
| 162822 - | 2001 BD49                | 21 gennaio 2001  | LINEAR                     |
| 162823 - | 2001 BV58                | 21 gennaio 2001  | LINEAR                     |
| 162824 - | 2001 BK60                | 29 gennaio 2001  | Kobayashi, T.              |
| 162825 - | 2001 BO61                | 26 gennaio 2001  | LINEAR                     |
| 162826 - | 2001 BE64                | 29 gennaio 2001  | LINEAR                     |
| 162827 - | 2001 BT76                | 26 gennaio 2001  | Spacewatch                 |
| 162828 - | 2001 CG                  | 1 febbraio 2001  | Korlević, K.               |
| 162829 - | 2001 CX1                 | 1 febbraio 2001  | LINEAR                     |
| 162830 - | 2001 CK2                 | 1 febbraio 2001  | LINEAR                     |
| 162831 - | 2001 CV4                 | 1 febbraio 2001  | LINEAR                     |
| 162832 - | 2001 CO6                 | 1 febbraio 2001  | LINEAR                     |
| 162833 - | 2001 CS15                | 1 febbraio 2001  | LINEAR                     |
| 162834 - | 2001 CO17                | 1 febbraio 2001  | LINEAR                     |
| 162835 - | 2001 CA19                | 2 febbraio 2001  | LINEAR                     |
| 162836 - | 2001 CY22                | 1 febbraio 2001  | LONEOS                     |
| 162837 - | 2001 CB30                | 2 febbraio 2001  | LONEOS                     |
| 162838 - | 2001 CC36                | 15 febbraio 2001 | Kobayashi, T.              |
| 162839 - | 2001 CX36                | 13 febbraio 2001 | Spacewatch                 |
| 162840 - | 2001 DE3                 | 16 febbraio 2001 | LINEAR                     |
| 162841 - | 2001 DF4                 | 16 febbraio 2001 | LINEAR                     |
| 162842 - | 2001 DQ7                 | 16 febbraio 2001 | Kobayashi, T.              |
| 162843 - | 2001 DN13                | 19 febbraio 2001 | Kobayashi, T.              |
| 162844 - | 2001 DV27                | 17 febbraio 2001 | LINEAR                     |
| 162845 - | 2001 DZ27                | 17 febbraio 2001 | LINEAR                     |
| 162846 - | 2001 DK28                | 17 febbraio 2001 | LINEAR                     |
| 162847 - | 2001 DA31                | 17 febbraio 2001 | LINEAR                     |
| 162848 - | 2001 DV31                | 17 febbraio 2001 | LINEAR                     |
| 162849 - | 2001 DN32                | 17 febbraio 2001 | LINEAR                     |
| 162850 - | 2001 DV34                | 19 febbraio 2001 | LINEAR                     |
| 162851 - | 2001 DF39                | 19 febbraio 2001 | LINEAR                     |
| 162852 - | 2001 DJ43                | 19 febbraio 2001 | LINEAR                     |
| 162853 - | 2001 DO43                | 19 febbraio 2001 | LINEAR                     |
| 162854 - | 2001 DE47                | 19 febbraio 2001 | LINEAR                     |
| 162855 - | 2001 DU50                | 16 febbraio 2001 | LINEAR                     |
| 162856 - | 2001 DN53                | 20 febbraio 2001 | LINEAR                     |
| 162857 - | 2001 DP70                | 19 febbraio 2001 | LINEAR                     |
| 162858 - | 2001 DZ71                | 19 febbraio 2001 | LINEAR                     |
| 162859 - | 2001 DW76                | 21 febbraio 2001 | LINEAR                     |
| 162860 - | 2001 DF102               | 16 febbraio 2001 | LINEAR                     |
| 162861 - | 2001 DY103               | 16 febbraio 2001 | LONEOS                     |
| 162862 - | 2001 DQ104               | 16 febbraio 2001 | LONEOS                     |
| 162863 - | 2001 EX4                 | 2 marzo 2001     | LONEOS                     |
| 162864 - | 2001 EZ4                 | 2 marzo 2001     | LONEOS                     |
| 162865 - | 2001 EP8                 | 2 marzo 2001     | LONEOS                     |
| 162866 - | 2001 EB13                | 4 marzo 2001     | LINEAR                     |
| 162867 - | 2001 EA19                | 14 marzo 2001    | Spacewatch                 |
| 162868 - | 2001 ET19                | 15 marzo 2001    | Spacewatch                 |
| 162869 - | 2001 EF20                | 15 marzo 2001    | LONEOS                     |
| 162870 - | 2001 EY23                | 15 marzo 2001    | NEAT                       |
| 162871 - | 2001 EO26                | 2 marzo 2001     | LONEOS                     |
| 162872 - | 2001 FP3                 | 18 marzo 2001    | LINEAR                     |
| 162873 - | 2001 FB7                 | 18 marzo 2001    | LINEAR                     |
| 162874 - | 2001 FV12                | 19 marzo 2001    | LONEOS                     |
| 162875 - | 2001 FD20                | 19 marzo 2001    | LONEOS                     |
| 162876 - | 2001 FC24                | 19 marzo 2001    | LINEAR                     |
| 162877 - | 2001 FB28                | 19 marzo 2001    | LINEAR                     |
| 162878 - | 2001 FU33                | 18 marzo 2001    | LINEAR                     |
| 162879 - | 2001 FM42                | 18 marzo 2001    | LINEAR                     |
| 162880 - | 2001 FS51                | 18 marzo 2001    | LINEAR                     |
| 162881 - | 2001 FT51                | 18 marzo 2001    | LINEAR                     |
| 162882 - | 2001 FD58                | 24 marzo 2001    | LINEAR                     |
| 162883 - | 2001 FM68                | 19 marzo 2001    | LINEAR                     |
| 162884 - | 2001 FR73                | 19 marzo 2001    | LINEAR                     |
| 162885 - | 2001 FW84                | 26 marzo 2001    | Spacewatch                 |
| 162886 - | 2001 FT88                | 26 marzo 2001    | Spacewatch                 |
| 162887 - | 2001 FD93                | 16 marzo 2001    | LINEAR                     |
| 162888 - | 2001 FJ106               | 18 marzo 2001    | LONEOS                     |
| 162889 - | 2001 FT116               | 19 marzo 2001    | LINEAR                     |
| 162890 - | 2001 FO138               | 21 marzo 2001    | NEAT                       |
| 162891 - | 2001 FS169               | 23 marzo 2001    | Asiago-DLR Asteroid Survey |
| 162892 - | 2001 GW1                 | 13 aprile 2001   | Spacewatch                 |
| 162893 - | 2001 GK3                 | 14 aprile 2001   | LINEAR                     |
| 162894 - | 2001 HD                  | 16 aprile 2001   | Spacewatch                 |
| 162895 - | 2001 HR4                 | 16 aprile 2001   | LINEAR                     |
| 162896 - | 2001 HG11                | 18 aprile 2001   | LINEAR                     |
| 162897 - | 2001 HB15                | 23 aprile 2001   | Spacewatch                 |
| 162898 - | 2001 HK22                | 24 aprile 2001   | NEAT                       |
| 162899 - | 2001 HB27                | 27 aprile 2001   | Yeung, W. K. Y.            |
| 162900 - | 2001 HG31                | 24 aprile 2001   | NEAT                       |

## 162901-163000
| Nome             | Designazione provvisoria | Data di scoperta  | Scopritore    |
| ---------------- | ------------------------ | ----------------- | ------------- |
| 162901 -         | 2001 HF46                | 17 aprile 2001    | LONEOS        |
| 162902 -         | 2001 HM62                | 26 aprile 2001    | LONEOS        |
| 162903 -         | 2001 JV2                 | 15 maggio 2001    | LINEAR        |
| 162904 -         | 2001 JV10                | 15 maggio 2001    | Spacewatch    |
| 162905 -         | 2001 KV5                 | 17 maggio 2001    | LINEAR        |
| 162906 -         | 2001 KY10                | 18 maggio 2001    | LINEAR        |
| 162907 -         | 2001 KJ21                | 23 maggio 2001    | LINEAR        |
| 162908 -         | 2001 KD39                | 22 maggio 2001    | LINEAR        |
| 162909 -         | 2001 KQ41                | 24 maggio 2001    | Comba, P. G.  |
| 162910 -         | 2001 KW52                | 18 maggio 2001    | LONEOS        |
| 162911 -         | 2001 LL5                 | 6 giugno 2001     | NEAT          |
| 162912 -         | 2001 MD12                | 21 giugno 2001    | NEAT          |
| 162913 -         | 2001 MT18                | 28 giugno 2001    | LONEOS        |
| 162914 -         | 2001 NL7                 | 13 luglio 2001    | NEAT          |
| 162915 -         | 2001 NF19                | 14 luglio 2001    | NEAT          |
| 162916 -         | 2001 NJ20                | 13 luglio 2001    | NEAT          |
| 162917 -         | 2001 OW1                 | 18 luglio 2001    | NEAT          |
| 162918 -         | 2001 OX5                 | 17 luglio 2001    | LONEOS        |
| 162919 -         | 2001 OM6                 | 17 luglio 2001    | LONEOS        |
| 162920 -         | 2001 OF9                 | 20 luglio 2001    | LONEOS        |
| 162921 -         | 2001 OL11                | 17 luglio 2001    | NEAT          |
| 162922 -         | 2001 OY13                | 19 luglio 2001    | LONEOS        |
| 162923 -         | 2001 OH24                | 16 luglio 2001    | LONEOS        |
| 162924 -         | 2001 OS27                | 18 luglio 2001    | NEAT          |
| 162925 -         | 2001 OG33                | 19 luglio 2001    | NEAT          |
| 162926 -         | 2001 OB36                | 24 luglio 2001    | NEAT          |
| 162927 -         | 2001 OF49                | 17 luglio 2001    | LONEOS        |
| 162928 -         | 2001 ON76                | 22 luglio 2001    | NEAT          |
| 162929 -         | 2001 OO80                | 30 luglio 2001    | NEAT          |
| 162930 -         | 2001 OA82                | 26 luglio 2001    | NEAT          |
| 162931 -         | 2001 OP82                | 27 luglio 2001    | NEAT          |
| 162932 -         | 2001 OP84                | 18 luglio 2001    | Spacewatch    |
| 162933 -         | 2001 OR88                | 21 luglio 2001    | NEAT          |
| 162934 -         | 2001 OD93                | 24 luglio 2001    | NEAT          |
| 162935 -         | 2001 OO98                | 26 luglio 2001    | NEAT          |
| 162936 -         | 2001 OD102               | 28 luglio 2001    | NEAT          |
| 162937 Prêtre    | 2001 PQ9                 | 12 agosto 2001    | Ory, M.       |
| 162938 -         | 2001 PC11                | 8 agosto 2001     | NEAT          |
| 162939 -         | 2001 PA12                | 11 agosto 2001    | NEAT          |
| 162940 -         | 2001 PY20                | 10 agosto 2001    | NEAT          |
| 162941 -         | 2001 PM25                | 11 agosto 2001    | NEAT          |
| 162942 -         | 2001 PK43                | 13 agosto 2001    | NEAT          |
| 162943 -         | 2001 QZ18                | 16 agosto 2001    | LINEAR        |
| 162944 -         | 2001 QH34                | 16 agosto 2001    | LINEAR        |
| 162945 -         | 2001 QO35                | 16 agosto 2001    | LINEAR        |
| 162946 -         | 2001 QS38                | 16 agosto 2001    | LINEAR        |
| 162947 -         | 2001 QY38                | 16 agosto 2001    | LINEAR        |
| 162948 -         | 2001 QD43                | 16 agosto 2001    | LINEAR        |
| 162949 -         | 2001 QW44                | 16 agosto 2001    | LINEAR        |
| 162950 -         | 2001 QK47                | 16 agosto 2001    | LINEAR        |
| 162951 -         | 2001 QU55                | 16 agosto 2001    | LINEAR        |
| 162952 -         | 2001 QC62                | 16 agosto 2001    | LINEAR        |
| 162953 -         | 2001 QY63                | 16 agosto 2001    | LINEAR        |
| 162954 -         | 2001 QB93                | 22 agosto 2001    | LINEAR        |
| 162955 -         | 2001 QA106               | 18 agosto 2001    | LONEOS        |
| 162956 -         | 2001 QF119               | 17 agosto 2001    | LINEAR        |
| 162957 -         | 2001 QU122               | 19 agosto 2001    | LINEAR        |
| 162958 -         | 2001 QL132               | 20 agosto 2001    | LINEAR        |
| 162959 -         | 2001 QW143               | 21 agosto 2001    | Spacewatch    |
| 162960 -         | 2001 QX160               | 23 agosto 2001    | LONEOS        |
| 162961 -         | 2001 QC165               | 22 agosto 2001    | NEAT          |
| 162962 -         | 2001 QT171               | 25 agosto 2001    | LINEAR        |
| 162963 -         | 2001 QZ172               | 25 agosto 2001    | LINEAR        |
| 162964 -         | 2001 QM206               | 23 agosto 2001    | LONEOS        |
| 162965 -         | 2001 QS207               | 23 agosto 2001    | LONEOS        |
| 162966 -         | 2001 QR208               | 23 agosto 2001    | LONEOS        |
| 162967 -         | 2001 QK219               | 23 agosto 2001    | Spacewatch    |
| 162968 -         | 2001 QT226               | 24 agosto 2001    | LONEOS        |
| 162969 -         | 2001 QT232               | 24 agosto 2001    | LINEAR        |
| 162970 -         | 2001 QK240               | 24 agosto 2001    | LINEAR        |
| 162971 -         | 2001 QU256               | 25 agosto 2001    | LINEAR        |
| 162972 -         | 2001 QL272               | 19 agosto 2001    | LINEAR        |
| 162973 -         | 2001 QV273               | 19 agosto 2001    | LINEAR        |
| 162974 -         | 2001 QC276               | 19 agosto 2001    | LINEAR        |
| 162975 -         | 2001 QS279               | 19 agosto 2001    | LINEAR        |
| 162976 -         | 2001 QJ288               | 17 agosto 2001    | NEAT          |
| 162977 -         | 2001 QY294               | 24 agosto 2001    | LINEAR        |
| 162978 Helenhart | 2001 QD333               | 19 agosto 2001    | Buie, M. W.   |
| 162979 -         | 2001 RA12                | 10 settembre 2001 | LINEAR        |
| 162980 -         | 2001 RR17                | 11 settembre 2001 | LINEAR        |
| 162981 -         | 2001 RQ30                | 7 settembre 2001  | LINEAR        |
| 162982 -         | 2001 RM50                | 10 settembre 2001 | LINEAR        |
| 162983 -         | 2001 RP53                | 12 settembre 2001 | LINEAR        |
| 162984 -         | 2001 RM104               | 12 settembre 2001 | LINEAR        |
| 162985 -         | 2001 RH110               | 12 settembre 2001 | LINEAR        |
| 162986 -         | 2001 RC113               | 12 settembre 2001 | LINEAR        |
| 162987 -         | 2001 RC125               | 12 settembre 2001 | LINEAR        |
| 162988 -         | 2001 RN128               | 12 settembre 2001 | LINEAR        |
| 162989 -         | 2001 SJ35                | 16 settembre 2001 | LINEAR        |
| 162990 -         | 2001 SR54                | 16 settembre 2001 | LINEAR        |
| 162991 -         | 2001 SY69                | 17 settembre 2001 | LINEAR        |
| 162992 -         | 2001 SJ73                | 18 settembre 2001 | Tucker, R. A. |
| 162993 -         | 2001 SY88                | 20 settembre 2001 | LINEAR        |
| 162994 -         | 2001 SN92                | 20 settembre 2001 | LINEAR        |
| 162995 -         | 2001 SN95                | 20 settembre 2001 | LINEAR        |
| 162996 -         | 2001 SQ98                | 20 settembre 2001 | LINEAR        |
| 162997 -         | 2001 SP111               | 20 settembre 2001 | LINEAR        |
| 162998 -         | 2001 SK162               | 17 settembre 2001 | LINEAR        |
| 162999 -         | 2001 SW167               | 19 settembre 2001 | LINEAR        |
| 163000 -         | 2001 SW169               | 19 settembre 2001 | LINEAR        |